# Гибсон, Вилли
Уильям Гибсон (англ. William Gibson; род. 6 августа 1984, Дамфрис) —шотландский футболист и тренер, ныне играющий главный тренер шотландского клуба «Эннан Атлетик».

## Клубная карьера

### «Куин оф зе Саут» (первый период)
Гибсон родился в Дамфрисе и начал свою профессиональную карьеру в клубе «Куин оф зе Саут». Гибсон дебютировал за команду в последний день сезона, когда «Куин» была побеждена «Куинз Парк». Он сыграл в 93 матчах лиги за клуб из Дамфриса, не забив ни одного гола. 8 января 2005 года Гибсон забил свой единственный гол за «Куин» во время своего первого пребывания в клубе. Это произошло на 50-й минуте кубкового матча против клуба «Монтроз» при счёте (2:1).
В начале 2007 года Гибсон присоединился к клубу «Килмарнок», играющему на «Пармерстон Парк». Сделка предусматривала, что два игрока «Килманрока», Стив Мюррей и Джейми Адамс, отправятся в «Куин» на правах аренды до конца сезона 2006/07. Последней игрой Гибсона за «Куин» стал четвертьфинальный матч кубка против «Хиберниана» на родном стадионе. Эта игра стала причиной скандала. Главный тренер «Куин» Иан Макколл заявил Гибсона на игру, в то время как Вилли уже был заявлен в состав «Килманрока» в третьем раунде кубка того же сезона. «Куин» был оштрафован на 20 000 фунтов стерлингов федерацией футбола Шотландии. Президент «Куин» заявил, что это «значительная сумма».